# Cynamonowiec Burmana
Cynamonowiec Burmana (Cinnamomum burmanni (Nees & T.Nees) Blume) – gatunek rośliny z rodziny wawrzynowatych (Lauraceae Juss.). Występuje naturalnie w Indiach, Mjanmie (Birmie), Wietnamie, Indonezji, na Filipinach oraz w południowych Chinach (w prowincjach Guangdong, Junnan i Fujian oraz w regionie autonomicznym Kuangsi). 

## Morfologia

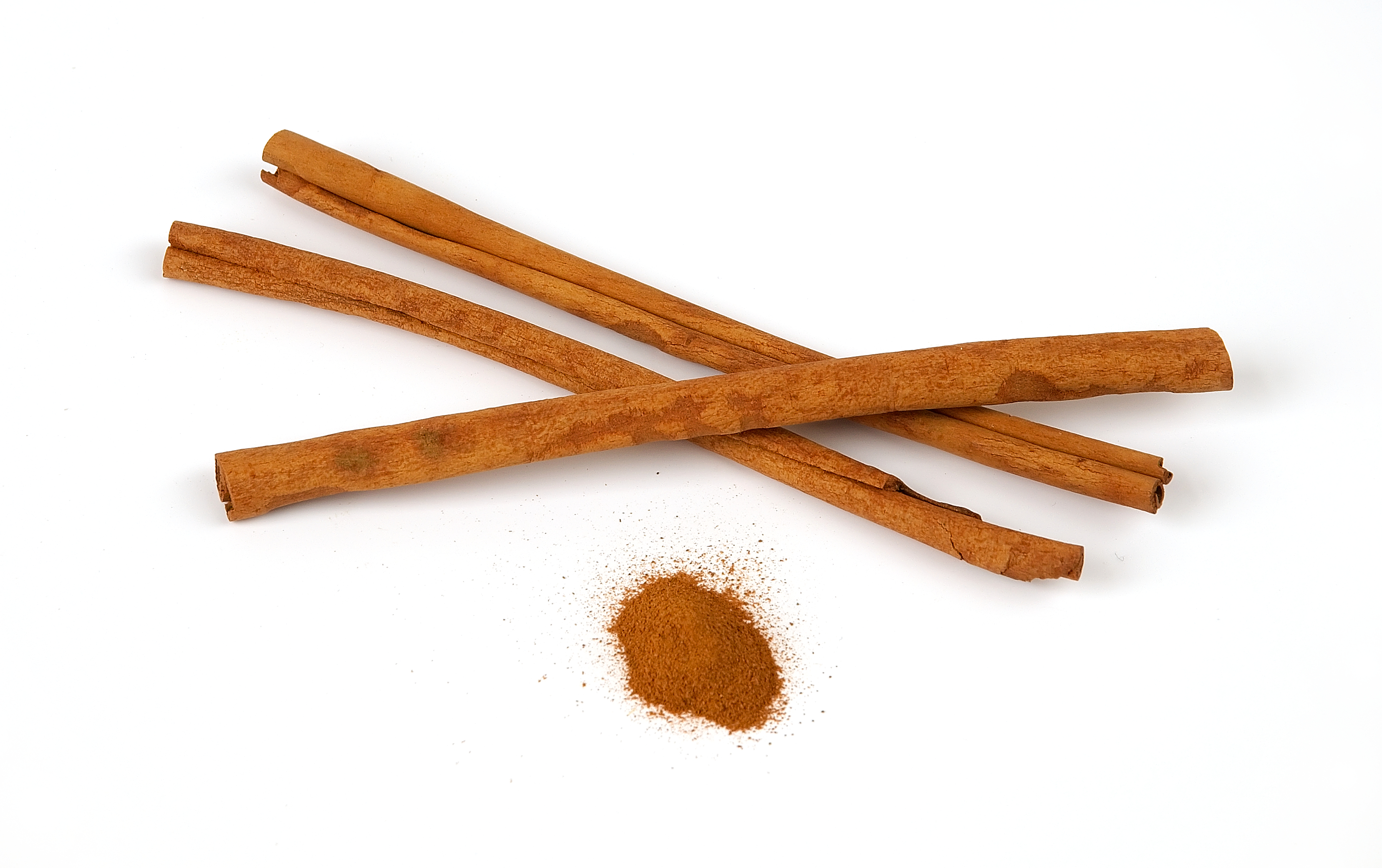
cynamon otrzymany z cynamonowca Burmana

PokrójZimozielone drzewo dorastające do 14 m wysokości. Kora ma brązowoszarawą barwę. Gałęzie są nagie.
LiścieNaprzemianległe lub prawie naprzeciwległe, rzadko naprzeciwległe. Mają kształt od owalnego do lancetowatego. Mierzą 6–11 cm długości oraz 2,5 cm szerokości. Są skórzaste, nagie. Nasada liścia jest lekko klinowa. Blaszka liściowa jest o krótko spiczastym wierzchołku. Ogonek liściowy jest nagi i dorasta do 5–12 mm długości.
KwiatySą niepozorne, obupłciowe, zebrane po kilka w luźne wiechy o szarawych i owłosionych osiach, rozwijają się w kątach pędów lub na prawie ich szczytach. Kwiatostany dorastają do 3–6 cm długości, podczas gdy pojedyncze kwiaty mają długość 4,5 mm. Są owłosione i mają zielonobiaławą barwę.
OwoceMają jajowaty kształt, osiągają 8 mm długości i 5 mm szerokości.

## Biologia i ekologia
Rośnie w lasach i zaroślach. Występuje na wysokości do 2000 m n.p.m. Kwitnie od marca do kwietnia, natomiast owoce dojrzewają od października do listopada. 

## Zastosowanie
Zmielona kora tego gatunku jest ważną przyprawą (cynamon). Gęste i drobnoziarniste drewno jest stosowane w budownictwie.